# Jane Harvey
Jane Harvey (6 de enero de 1925 - 15 de agosto de 2013) fue una cantante de jazz estadounidense, conocida por grabar muchas pistas con músicos famosos como Duke Ellington y Benny Goodman durante la década de 1940. Harvey comenzó su carrera musical en el club nocturno de Barney Josephson, ocasionalmente presentándose allí. En 1946, se unió a la Orquesta de Desi Arnaz, hasta que en 1958 se fue para criar a su hijo, Bob Thiele Jr. Durante la década de 1950, se incorporó a la orquesta de Duke Ellington. En la época de su muerte, se presentó a nivel local, en toda el área de Los Ángeles. Harvey murió de cáncer, a la edad de 88 años, en su casa. Le sobreviven su hijo, marido y nieto.